# إقليم نجومبي
إقليم نجومبي (بالسواحلية: Mkoa wa Njombe)‏ هو إقليم إداري في تنزانيا. تبلغ مساحة الإقليم 21,347 كـم2 (8,242 ميل2). يُقارن الإقليم بدولة السلفادور من ناحية مساحة اليابسة والمياه مجتمعة. يحد إقليم نجومبي من الشمال إقليم إيرينغا وإقليم مبيا، ومن الشرق إقليم موروغورو، ومن الجنوب إقليم روفوما ومن الغرب بحيرة مالاوي. العاصمة الإقليمية هي بلدية نجومبي ‏. وفقا للتعداد الوطني لعام 2012، بلغ عدد سكان الإقليم 702.097 نسمة.

## علم أصول الكلمات
اسم نجومبي مشتق من اسم نوع من الأشجار يسمى «مدزومبي»" للمفرد و«مازدومبي» للجمع. كانت هذه الأشجار سائدة في إحدى مناطق نجومبي المعروفة باسم "ماداندو". وفي مدينة ماداندو، اختار الألمان بناء بوما، وهي كتلة إدارية ودفاعية..

## الجغرافية
يقع إقليم نجومبي في منطقة المرتفعات الجنوبية ‏ في تنزانيا. يحده من الشمال إقليم إيرينغا، ومن الشرق إقليم موروغورو، ومن الغرب إقليم مبيا، ومن الجنوب إقليم روفوما، ومن الشمال الغربي جمهورية ملاوي عبر بحيرة مالاوي. تبلغ مساحة إقليم نجومبي 24,994 كيلومترًا مربعًا، منها 3,695 كيلومترًا مربعًا (14.8%) من مياه بحيرة ملاوي، و21,299 كيلومترًا مربعًا (85.2%) من اليابسة. وبذلك، فهو خامس أصغر إقليم في تنزانيا من حيث المساحة الإجمالية، حيث يشغل حوالي 2.8% من مساحة البر الرئيسي التنزاني البالغة 881,300 كيلومترًا مربعًا.
يمتلك مجلس ولاية لوديوا ‏، على مستوى الإقليم، أكبر مساحة من الأراضي (8,397 كيلومتر مربع، أو 33.6%)، بمساحة يابسة تبلغ 6,325 كيلومتر مربع ومساحة مائية تبلغ 2,072 كيلومتر مربع. وتأتي ولاية ماكيتي في المرتبة الثانية بمساحة تبلغ 5,800 كيلومترًا مربعًا، تليها مدينة وانغينغ أومبي ‏ التي تبلغ مساحتها 3570 كيلومترًا مربعًا. وسجل مجلس مدينة ماكامباكو ‏ أقل مساحة من الأراضي بمساحة 862 كيلومترًا مربعًا، أو 3.4 بالمائة. بالإضافة إلى ذلك، لوحظ أن مجالس مدينتي نجومبي وماكامباكو ليس لديهما أي مناطق مائية، على الرغم من أنه لدى ولايتي لوديوا (2072 كيلومترًا مربعًا) ووانجنجومبي مناطق مائية صغيرة (226 كيلومترًا مربعًا).

### المناخ
يتمتع إقليم نجومبي، وهو جزء من منطقة المرتفعات الجنوبية في تنزانيا، بمواسم ممطرة طويلة ومواسم جافة قصيرة، عادة ما تكون باردة مع رياح معتدلة. يختلف إجمالي هطول الأمطار السنوي بشكل كبير جغرافيًا وموسميًا وسنويًا، حيث يتراوح من 600 ملم إلى 1600 ملم. يوجد موسم ممطر واحد مميز للغاية يستمر من نوفمبر حتى مايو، يليه موسم بارد وجاف يستمر من مايو إلى سبتمبر. تبعًا للارتفاع، يمكن أن تتراوح درجة الحرارة في الإقليم من 0 درجة مئوية في مايو ويونيو إلى ما يقرب من 20 درجة مئوية إلى 24 درجة مئوية في أكتوبر ونوفمبر. إضافة إلى ذلك، يمكن أن تكون هناك تغيرات كبيرة في درجات الحرارة بين النهار والليل، حيث تصل درجة الحرارة بعد الظهر إلى 26 درجة مئوية، بينما تنخفض درجة الحرارة في الأمسيات والليالي الباردة إلى أقل من 0 درجة مئوية.

### التضاريس
يقع إقليم نجومبي في منطقة المرتفعات الجنوبية في تنزانيا، والتي ترتفع من 600 إلى 3000 متر فوق مستوى سطح البحر. تتميز المنطقة بتضاريس متنوعة، بما في ذلك: تتميز المنطقة بتضاريس متنوعة، بما في ذلك:
- المنحدرات الكبيرة: تحيط بالإقليم من جميع الجوانب منحدرات كبيرة يمكن أن تصل إلى ارتفاع 800 متر. هذه المنحدرات هي الجزء الشرقي من سلسلة جبال كيبينجير  [لغات أخرى]‏.

- النتوءات الصخرية: تنتشر في مناطق ولايتي ماكيتي ولوديوا النتوءات الصخرية الضخمة والصخور المتحولة. هذه النتوءات، والمعروفة أيضًا باسم الجبال المعزولة، هي بقايا أسطح الأرض القديمة التي تآكلت لتكوين سهل قلمي واسع متموج بلطف في المناطق المجاورة.
- جبال كيبينجير وليفينغستون: تقسم جبال كيبينجير وليفينغستون إقليمي نجومبي ومبيا في الغرب.[7]
- الذراع الشرقي للوادي المتصدع الكبير: يمر الذراع الشرقي للوادي المتصدع الكبير عبر الأجزاء الشمالية من الإقليم، تاركًا سهولًا مرتفعة مسطحة نسبيًا.

إن وجود جزء كبير من الهضبة، وهو الشكل الأرضي المشترك للإقليم، يزيد من تميزها. تعد أنهار روهوجي، وهاجافيلو، ورواها ‏، ومبارالي، وروهوهو الأنهار المهمة الوحيدة طويلة الأمد في المنطقة.

## الاقتصاد
تلعب الزراعة دورًا مهيمنًا في الاقتصاد المحلي لإقليم نجومبي، حيث تمثل ما يقرب من نصف (45.2%) من إجمالي الناتج المحلي الإجمالي للمنطقة في عام 2019. وقد شهدت السنوات القليلة الماضية اتجاهًا ثابتًا لأهمية الزراعة في اقتصاد الإقليم، حيث شكلت ما نسبته 42.3% في عام 2016، 48.4% في عام 2017، و47.4% في عام 2018. يُشكل قطاع الخدمات ثاني أكبر مساهم في الناتج المحلي الإجمالي حيث بلغت نسبته 33.6% في عام 2016، و30% في عام 2017، و29.6% في عام 2018، و32.6% في عام 2019. وفي كل سنة من السنوات الأربع، شكل قطاعا الصناعة والبناء نسبة أصغر من الناتج المحلي الإجمالي. هناك زراعة الكفاف وكذلك الزراعة التجارية. تأتي غالبية الدخل النقدي للإقليم في عام 2019 من الصناعة الزراعية، وبشكل أساسي من إنتاج الشاي والفاصوليا والذرة والفول السوداني والبطاطس والأرز وعباد الشمس. بالإضافة إلى ذلك، فهي تساهم بحوالي 45.2% من الناتج المحلي الإجمالي للإقليم. 

### قطاع الخدمات
يُعد قطاع الخدمات ثاني أهم قطاع اقتصادي في إقليم نجومبي، حيث ساهم بنحو 32.6% من إجمالي الناتج المحلي للإقليم في عام 2019. ثالث أكبر مساهم اقتصادي في الناتج المحلي الإجمالي للإقليم هو قطاع الصناعة والبناء. وفي عام 2019، من المتوقع أن تساهم القطاعات بحوالي 22.1% من الناتج المحلي الإجمالي. يُعد قطاع التعليم أكبر قطاع خدمات في إقليم نجومبي، حيث يساهم بنحو 73.5% من إجمالي وظائف قطاع الخدمات. ويليه الصناعة الصحية ‏(22%) والزراعة والثروة الحيوانية (4.3 في المائة) من العمالة. ومع أن 0.3% فقط من إجمالي الموظفين في الإقليم يعملون في القطاع الحكومي ‏، فقد سجل قطاع الموارد الطبيعية أدنى نسبة من الموظفين.
في عام 2016، كان مجلس مدينة ماكامباكو ‏ هي أكبر مساهم في الناتج المحلي الإجمالي للإقليم، حيث ساهمت بنسبة 26.6%. تليها مجلس مدينة نجومبي بنسبة 24.8% وولاية وانجينجومبي بنسبة 2.4%. كانت الولايتان اللتان ساهمتا بأقل قدر في الناتج المحلي الإجمالي هما نجومبي بنسبة 10.4% وماكيت بنسبة 10.6%. من عام 2017 إلى عام 2019، تحول اتجاه الأداء الاقتصادي، حيث استحوذ مجلس مدينة نجومبي على نسبة كبيرة من الناتج المحلي الإجمالي للإقليم (27.7 في المائة في عام 2017، و26.6 في المائة في عام 2018، و27.4 في المائة في عام 2019)، تليها مدينة ماكامباكو (24.4 في المائة في عام 2017، 24.8 بالمئة عام 2018، و24.6 بالمئة عام 2019). من ناحية أخرى، كانت حصة ولاية نجومبي من الناتج المحلي الإجمالي منخفضة للغاية خلال السنوات الثلاث، في حين كانت حصة ولاية ماكيتي هي الأدنى في عام 2019. 

### توزيع الثروة
وفقًا لتقديرات الفقر في الولايات والأقاليم لعام 2012 لتقرير تنزانيا، كانت ولاية لوديوا ‏ هي الولاية ذات أعلى معدل للفقر في إقليم نجومبي، حيث يعيش 29.5% من سكانها تحت خط الفقر لتلبية الاحتياجات الأساسية. تليها ولايتي وانجينجومبي ونجومبي، حيث يعيش 28.7% و26.4% من السكان في فقر، على التوالي. كانت الإقليم ذات أعلى معدل للفقر هي ، حيث يعيش 29.5 بالمائة من سكانها تحت خط الفقر لتلبية الاحتياجات الأساسية. وسجل مجلسي مدينة نجومبي وماكامباكو أدنى النسب المئوية للأشخاص الذين يعيشون في فقر، حيث يعيش 16.1% و23.5% من سكانهما تحت خط الفقر، على التوالي. وكان مجلس مدينة نجومبي، الذي كان 16.1% من سكانه يعيشون تحت خط الفقر لتلبية المتطلبات الأساسية، ومجلس مدينةماكامباكو، الذي كان 23.5% منها، هما المنطقتان اللتان سجلتا أدنى النسب المئوية للأشخاص الذين يعيشون في الفقر. من حيث مؤشر فجوة الفقر، كانت ولاية لوديوا أسوأ ولاية في إقليم نجومبي، حيث بلغ 6.9%. تليها ولايتي وانجينجومبي ونجومبي، بنسبة 6.4% و5.8% على التوالي. كانت ولاية ماكيتي هي الولاية التي تعاني من أكبر قدر من عدم المساواة في الثروة في إقليم نجومبي، حيث بلغت 30.7%. تليها مباشرة مجلس مدينة نجومبي، بنسبة 30.2%، وولاية لوديوا، بنسبة 29.3%.
ة. 

### الحياة البرية والسياحة والمحميات
تبلغ المساحة الإجمالية للغابات في إقليم نجومبي 332,086.6 هكتارًا، أي ما يمثل 13.3 بالمائة من إجمالي مساحة أراضي الإقليم البالغة 2,499,400 هكتارًا. تمتلك ولاية وانجينجومبي أكبر مساحة من الغطاء الحرجي في الإقليم، حيث تبلغ مساحتها 132,129.5 هكتارًا، تليها ولاية نجومبي (40,530.6 هكتارًا)، وولاية ماكيتي (58,155 هكتارًا). يضم إقليم نجومبي أيضًا حديقة وطنية شهيرة، وهي حديقة كيتولو الوطنية ‏، والتي تشتهر بعروضها الزهرية. تتكون غابة نيومبا نيتو، أي البيت الأسود، من كهوف طبيعية وغابة طبيعية تقع في قرية مليفيلا في حي مداندو، على بعد حوالي 15 كيلومترًا من بلدة نجومبي. تعود تسمية الغابة إلى كهوف نيومبا نيتو، حيث أن الكهوف مظلمة جدًا بحيث لا يمكن رؤيتها وترتبط بأسطورة الأبقار السوداء التي عاشت في الكهف. وقد اتخذت قبيلة وابينا المحلية الكهوف ملجأ لها خلال النزاعات التاريخية، بما في ذلك الحروب القبلية، بين مقاتلي واهيهي ‏ المتنافسين خلال فتوحات الزعيم مكواوا في إقليم إيرينغا، في الربع الأخير من القرن التاسع عشر. كما وفرت الكهوف مخبأً آمنًا من القوات الألمانية خلال انتفاضة ماجي ماجي.
يلمع حجر لويبالا، المعروف أيضًا بـ "الحجر المتلألئ"، مثل خريطة قارة أفريقيا. تقع هذه الصخرة اللوحية في غابة لويبالا الطبيعية، حيث تمارس المجتمعات المحلية الطقوس والاحتفالات التقليدية. تبلغ مساحة الصخرة 7.5 فدانًا وتُكسوها الأعشاب القصيرة التي تلمع بشكل خاص خلال موسم الأمطار. توجد على سطحها نقوش غير مقروءة، يعتقد السكان المحليون أنها ظهرت بشكل طبيعي. تقع بالقرب من قرية إيغوديفا، على بعد حوالي ثلاثة كيلومترات من غابة نيومبا نيتو. يُعد شلال لوحوجي في مدينة نجومبي معلمًا سياحيًا، ويستخدم للتصوير والاستمتاع بالنزهات.
تقع المباني الاستعمارية القديمة بما في ذلك الكاتدرائية الكاثوليكية والكنيسة اللوثرية في مدينة نجومبي. يقف نصب تذكاري يخلد ذكرى التنزانيين الذين حاربوا في الحرب العالمية الثانية، يحمل نقوشًا للمحاربين القدامى الذين قاتلوا تحت قيادة فرقة بندقية الملك الأفريقية (KAR) للجيش البريطاني.
تقدم محكمة القاضي الابتدائي المبنية على الطراز الألماني القديم والكتلة الإدارية الألمانية لمسات أخرى من ماضي المدينة الاستعماري في بلدة نجومبي. عُثر على مقبرة جماعية لمحاربي وابينا المحليين الذين قُتلوا خلال حرب ماجي ماجي عام 1906 في قرية أوتينجولي. وتحمل المقبرة الجماية مئات رفات المحاربين الذين قتلوا على يد القوات الاستعمارية الألمانية.

### البنية التحتية
يوجد في إقليم نجومبي إجمالي 6,403.49 كيلومترًا من الطرق. تشكل الطرق الرئيسة 6.1 في المائة من الشبكة الإقليمية، والطرق الإقليمية 12.45 في المائة، وتشكل الطرق الولائية إجمالي 81.45 في المائة من الشبكة (الطرق المعبدة 0.52، والحصوية 19.93، والترابية 60.8). تشكل وانجينجومبي (1,305.07 كيلومترًا)، وولاية لوديوا (1,369.35 كيلومترًا)، ومجلس مدينة نجومبي (1,359.19 كيلومترًا)، وولاية ماكيتي (946.9 كيلومترًا)، ووولاية نجومبي (724.07 كيلومترًا)، ومجلس مدينة ماكامباكو إجمالي 6,403.49 كيلومترًا من الطرق السريعة في الإقليم (698.91 كيلومترًا). كيلومترات). وفي إقليم نجومبي، أنشأت تارماك 3.29.43 كيلومترًا، أو 5.14 بالمائة من شبكة الطرق الإقليمية بأكملها. يتكون 2,180.93 كيلومترًا، أو 34.06 بالمائة، من الشبكة من الطرق المرصوفة بالحصى، بينما يتكون 3,893.13 كيلومترًا، أو 60.8 بالمائة، من شبكة الطرق الترابية.
وبما أن هناك علاقة قوية بين صلاحية الطريق والسطح المرصوف بالحصى، فيمكن القول أن 39.2 في المائة من شبكة الطرق في الإقليم صالحة للاستخدام طوال العام، وخاصة خلال موسم الأمطار. شكلت الطرق المعبدة والحصوية 39.20 بالمائة من الشبكة. يبلغ طول شبكة الطرق المعبدة والحصوية 606.63 كيلومترًا في ولاية ماكيتي، يليها 563.8 كيلومترًا في ولاية لوديوا، و463.41 كيلومترًا في ولاية وانجينجومبي، و425.07 كيلومترًا في مجلس مدينة نجومبي، و328.01 كيلومترًا في ولاية نجومبي، و123.44 كيلومترًا في مجلس مدينة ماكامباكو.
يخدم خط سكة حديد تازارا ‏إقليم نجومبي ويسافر إلى مبيا ونيو كابيري مبوشي، يمر الخط عبر محطة ماكامباكو في حي ماكامباكو ويوتيغا في حي وانجينغومبي. تعمل محطتا السكك الحديدية هاتان كمركز لنقل السلع والخدمات الكبيرة إلى المنطقة. يوجد مطاران فقط في المنطقة يخدمان المسافرين جواً. يقع المطاران الصغيران في مدينة نجومبي وولاية وانجينجومبي، على التوالي، ولكن نظرًا لعدم وجود رحلات جوية منتظمة، لا توجد معلومات عن صعود الركاب ونزولهم في أي من الموقعين. لا يمكن لمهابط الطائرات الموجودة على سطح الأرض أن تستوعب سوى الطائرات الصغيرة أو الرحلات الجوية المستأجرة.
وفقًا للمعلومات الواردة من مجالس البلديات الستة في إقليم نجومبي، يمتلك الإقليم:
- 349 خدمة هاتف أرضي.
- لا توجد محطات تلفزيونية.
- 8 محطات إذاعية.
- 7 مقاهي إنترنت.
- 6 موفرين لخدمات الهاتف المحمول.
- 4 مكاتب بريد رئيسية.
- 3 مكاتب بريد فرعية.

.
رُبط إجمالي 293 قرية/ميتا من أصل 463 بخدمات الكهرباء من خلال شركة تانيسكو ‏، وهو ما يعادل 63.3 بالمائة من قرى/ميتا الإقليم. المجلس الأقل اتصالاً في الإقليم هو ماكيتي، حيث تتمتع 31.2 بالمائة فقط من قراها بالطاقة. مدينة ماكامباكو هي الرائدة في الإقليم حيث أن ما يقرب من 85.3 بالمائة من قراها/ميتاها متصلة.

## سكان
إقليم نجومبي هو موطن الأجداد للمجموعات السكانية التالية: بينا ‏، وبانغوا، وكينجا ‏، ووانجي، وبوروتو، وكيسي، ومويليا، وسانديا، وماندا. تشكل مجموعة بينا العرقية الأغلبية السكانية في الإقليم، ينما تتألف غالبية سكان ولاية لوديوا من مجموعات بانغوا وماندا وكيسي. مجموعة وانجي العرقية موجودة فقط في ولاية ماكيتي، في حين يشكل نغوني ونياكيوسا غالبية سكان مجلس مدينتي نجومبي وماكيت.

### السكانية
وفقًا للتعداد السكاني لعام 2012، يعيش في الإقليم 702,097 نسمة، وتشكل النساء 53.1% من إجمالي السكان (أو 372,738) ويشكل الرجال 46.9% (329,359). ارتفع عدد السكان في الإقليم بشكل ملحوظ، إذ بلغ 49.052 فرداً بين تعدادي 2002 و2012، من 653.045 نسمة إلى 702.097 نسمة، أي بنسبة 7.5%، بحسب التعداد السكاني 2012. يضم الإقليم 1.6 في المائة من إجمالي عدد سكان البر الرئيسي لتنزانيا البالغ 43.625.354 نسمة في عام 2012. وفي الفترة من 2002 إلى 2012، زاد عدد سكان إقليم نجومبي بنسبة 7.5%، لكن معدل النمو اختلف على مستوى المجالس. وشهد ماكامباكو أعلى نمو بنسبة 35.9 %، يليه مجلس مدينة نجومبي (14.6 %) وولاية وانجينجومبي (6.3 %).ولاية نجومبي (4.0 %) وولاية لوديوا (4.0 %). تنبثق صورة واضحة من النمو السكاني للمجالس بين عامي 2002 و2012، حيث شهدمجلس مدينة ماكيتي نموًا سلبيًا (-8.0 بالمائة). مجلسا الولايتين الأكثر كثافة سكانية في الإقليم في عام 2012 هما مجلس مدينة ماكامباكو (109 شخصًا لكل كيلومتر مربع) وولاية وانجينجومبي (48 شخصًا لكل كيلومتر مربع).

## التقسيمات الإدارية

### الولايات
تنقسم إقليم نجومبي إلى ست ولايات، يدير كل منها مجلس:
| ولاية لوديوا ‏      | 133,218 |
| مدينة ماكامباكو ‏   | 93,827  |
| ولاية ماكيتي ‏      | 97,266  |
| ولاية نجومبي ‏      | 85,747  |
| مدينة نجومبي ‏      | 130,223 |
| ولاية وانجينجومبي ‏ | 161,816 |
| المجموع            | 702,097 |

## الصحة والتعليم

### الصحة
تستمر جهود بناء مرافق صحية جديدة في إقليم نجومبي، بهدف تحسين نظام الرعاية الصحية. شهد عدد المؤسسات الصحية زيادة ملحوظة، حيث ارتفع من 3 في عام 1961 إلى 146 في عام 2003، يتضمن ذلك 10 مستشفيات، و19 مركزًا صحيًا، و117 مستوصفًا. وفي عام 2012، ازداد العدد إلى 241 مؤسسة، تتضمن 10 مستشفيات، و22 مركزًا صحيًا، و209 مستوصفًا. وفي عام 2018، بلغ العدد 273 مؤسسة، تتوزع على 10 مستشفيات، و33 مركزًا صحيًا، و230 مستوصفًا. معظم المستوصفات تقع في مجلس مدينة نجومبي بلغ عددها 59، بينما كان أدنى عدد للمستوصفات في مجلس مدينة ماكامباكو حيث بلغ 7. وعلى نفس النحو، كان لدى مجلس مدينة نجومبي أعلى عدد من المراكز الصحية بلغ 9 مقارنة بمجلس مدينة ماكامباكو الذي كان يضم أقل عدد وهو 3. وتقع معظم المستشفيات في مجالس ولايتي ماكيتي ولوديوا (3 لكل منهما).
شهد إقليم نجومبي زيادة ملحوظة في عدد المرافق الصحية من 237 في عام 2015 إلى 273 في عام 2018، وهي زيادة بلغت 36 منشأة، أو 69.2%. في الفترة نفسها، ارتفع عدد المرافق الصحية التي تديرها القطاع العام من 183 في عام 2015 إلى 211 في عام 2018، بزيادة تبلغ 28 منشأة أو 15.3%. تسجل مجلس ولاية ماكيتي أكبر زيادة في عدد مرافق الصحة العامة، حيث ارتفعت من 27 في عام 2015 إلى 42 في عام 2018. في السياق نفسه، شهد مجلسي لوديوا وماكامباكو انخفاضًا غير متوقعًا بتقليص ثلاثة وأربعة مرافق صحية عامة، بينما ازداد عدد مرافق الرعاية الصحية الخاصة في الإقليم من 54 في عام 2015 إلى 62 في عام 2018، وهي زيادة بنسبة 14.8%. وسجل مجلس مدينة نجومبي أكبر زيادة في عدد المرافق الصحية الخاصة، حيث ارتفعت من 11 في عام 2015 إلى 18 في عام 2018، بنسبة نمو قدرها 63.6%.

### المراضة
في عام 2016، كان السبب الرئيس لمراجعة المرضى الخارجيين في الإقليم هو عدوى الجهاز التنفسي العلوي. ويأتي بعده التهابات المسالك البولية ، ويليها الملاريا في المرتبة الثالثة وكانت الديدان المعوية وذات الرئة المرضين الرابع والخامس على التوالي. وفي إقليم نجومبي في عام 2016، كانت الملاريا هي المرض الأكثر شيوعًا بين المرضى الداخليين، يليها الالتهاب الرئوي، والتهابات المسالك البولية، والإسهال، وارتفاع ضغط الدم. في عام 2018، حدث تغيير في الأمراض الأكثر شيوعًا بين المرضى الداخليين في إقليم نجومبي. في هذا العام، كان الالتهاب الرئوي هو المرض الأكثر شيوعًا. وكان ارتفاع ضغط الدم، والقرحة الهضمية، والعدوى بفيروس نقص المناعة البشرية، وحمى التيفوئيد هي الأمراض الثانية والثالثة والرابعة والخامسة على التوالي. 
تظهر البيانات الحالية أن معدل الوفيات في إقليم نجومبي لا يمكن تصويره بدقة، ولكن وفقًا للسجلات الطبية في عام 2016، كان الالتهاب الرئوي هو السبب الرئيس لوفاة المرضى الداخليين من جميع الأعمار. شكل الالتهاب الرئوي نسبة 21.7% من إجمالي 911 حالة وفاة في تلك السنة، تلته الإيدز السريري بنسبة 20.5%، والتهابات الجهاز التنفسي الحادة بنسبة 13.8%، والأعراض المحددة بنسبة 13.2%، والملاريا الحادة بنسبة 9.9%. ومن بين الأمراض الأخرى كانت الإسهال والأمراض غير المعدية والسل والملاريا البسيطة. في عام 2018، أظهرت البيانات أن التهابات الجهاز التنفسي الحادة (12.2%) والملاريا الحادة (29.4%) والإسهال (6.6%) وفقر الدم كانت الأسباب الخمس الرئيسية لوفاة المرضى الداخليين من جميع الأعمار، بنسبة 4.5%. وكانت الكسور والإيدز السريري والحروق والتسمم وتشخيصات أخرى من بين الأمراض الأخرى.

### التعليم الابتدائي
من بين 503 مدرسة ابتدائية في الإقليم اعتبارًا من عام 2018، كانت 483 (96.0%) مملوكة للحكومة، بينما كانت 20 (4.0%) مملوكة للقطاع الخاص. من 497 في عام 2016 إلى 503 في عام 2018، ارتفع معدل الالتحاق بالمدارس الابتدائية في الإقليم بمقدار ست مدارس (1.2%). وشهدت مدينة نجومبي وولاية وانجينجومبي فقط ارتفاعًا في عدد المدارس الابتدائية. تصدرت ولاية لوديوا (110 مدارس، 21.9%) الإقليم من حيث عدد المدارس الابتدائية على مستوى المجلس في عام 2018. وجاءت ولاية ماكيتي (103 مدارس، 20.5 في المائة) وولاية وانغينغ جومبي (109 مدارس، 21.9 في المائة) في المرتبتين الثانية والثالثة على التوالي. في عام 2018 في الإقليم، كان لدى مجلس مدينة ماكامباكو أقل عدد من المدارس الابتدائية (40 مدرسة، 8.0%). نظرًا لأن الإقليم يضم 463 قرية و483 مدرسة ابتدائية تديرها الحكومة/العامة في عام 2018، كان هناك في المتوسط مدرسة ابتدائية واحدة لكل قرية. ويتفاوت متوسط عدد المدارس الابتدائية في كل قرية بين لوديوا وماكامباكو، حيث يمثل 1.4 أعلى متوسط (0.6).

### التعليم الثانوي
شهد الإقليم في السبعينيات فقط وجود ثلاث مدارس ثانوية عامة، ولكن تطورت الأوضاع بشكل ملحوظ حيث زاد عدد المدارس الثانوية إلى 114 في الفترة الحالية. وفي عام 2018، كان هناك 116 مدرسة ثانوية في الإقليم. كانت هناك 116 مدرسة ثانوية عاملة في عام 2018. خضع 11,882 طالبًا لامتحانات التخرج من المرحلة الابتدائية (PSLE) إجمالاً، وقُبل 98.9% منهم في مدارس النموذج الأول بالإقليم. حدث الشيء نفسه في عام 2018، عندما دخل جميع الطلاب الذين اجتازوا اختبار PSLE والبالغ عددهم 13,735 طالبًا النموذج 1.

### التعليم العالي
كان هناك 26 مركزًا للتدريب المهني في الإقليم اعتبارًا من عام 2018، وهي منتشرة في مجلس مدينة ماكامباكو، ومجلس مدينة نجومبي، وولايات وانغينغ أومبي، وماكيت، ولوديوا، ونجومبي. من بين الدورات المقدمة ميكانيكا السيارات، والتركيبات الكهربائية للسيارات، والزراعة وتربية الحيوانات، والنجارة، والخياطة، والبناء، والقيادة.